# Ring of Ice
Ring of Ice (englisch für „Ring aus Eis“) ist ein Popsong der US-amerikanischen Sängerin Jennifer Rush. Das Stück erschien im März 1984 auf ihrem Debütalbum Jennifer Rush und wurde im September 1984 als vierte Single ausgekoppelt.

## Inhalt
Ring of Ice handelt von der inneren Leere und Kälte vieler Menschen, die sich nicht mal ihren Liebsten öffnen, aus Angst, verletzt zu werden. So singt Jennifer Rush von einem Ring aus Eis, der die Herzen dieser Menschen umgebe, wobei sie zudem ihr wahres Ich und ihre Einsamkeit hinter Lügen verbergen würden. Sie sei auf der Suche nach einem Menschen, der noch wirklich lebe und Wärme in sich trage.

“All the lonely people wearin’ a ring of ice

Dancin’ in the night tryin’ to disguise

All the lies behind surrounded by a ring of ice

Dancin’ in the night tryin’ to disguise”

## Produktion
Das Lied wurde von den deutschen Musikproduzenten Gunther Mende und Candy de Rouge produziert. Beide fungierten neben Jennifer Rush auch als Autoren.

## Musikvideo
Das zu Ring of Ice gedrehte Musikvideo verzeichnet auf YouTube über acht Millionen Aufrufe (Stand: Juli 2024). Es zeigt Jennifer Rush, die den Song in einem blauen Kleid singt und zwischen hellen Leuchtstoffröhren tanzt, wobei sie den Betrachter meist direkt anblickt. Die Röhren wechseln im Verlauf des Videos die Farbe von weiß zu gelb, rosa und blau.

## Single

### Covergestaltung
Das Singlecover ist in dunkelblauen Farbtönen gehalten und zeigt Jennifer Rush, die den Betrachter mit ernstem Blick ansieht, während sie die Arme vor dem Körper verschränkt hat. Links und rechts oben im Bild befinden sich die weißen Schriftzüge Ring of Ice und Jennifer Rush.

### Titellisten
Single
1. Ring of Ice – 3:50
2. Never Gonna Turn Back Again – 3:28

Maxi
1. Ring of Ice – 6:15
2. Give Out – 3:18
3. I See a Shadow (Not a Fantasy) – 4:20

### Chartplatzierungen
Ring of Ice stieg am 8. Oktober 1984 auf Platz 65 in die deutschen Singlecharts ein und erreichte acht Wochen später mit Rang 22 die höchste Position. Insgesamt hielt sich der Song 18 Wochen lang in den Top 100. Im Vereinigten Königreich belegte die Single Platz 14 und war zwölf Wochen in den Charts vertreten.
| ChartsChartplatzierungen     | Höchstplatzierung | Wochen |
| ---------------------------- | ----------------- | ------ |
| Deutschland (GfK)            | 22 (18 Wo.)       | 18     |
| Vereinigtes Königreich (OCC) | 14 (12 Wo.)       | 12     |

## Remixversionen
Am 16. Dezember 2022 veröffentlichte das deutsche DJ-Duo Stereoact zusammen mit Jennifer Rush eine Remixversion des Songs, die Platz zehn der deutschen Single-Trend-Charts erreichte.